# Segismundo Moret

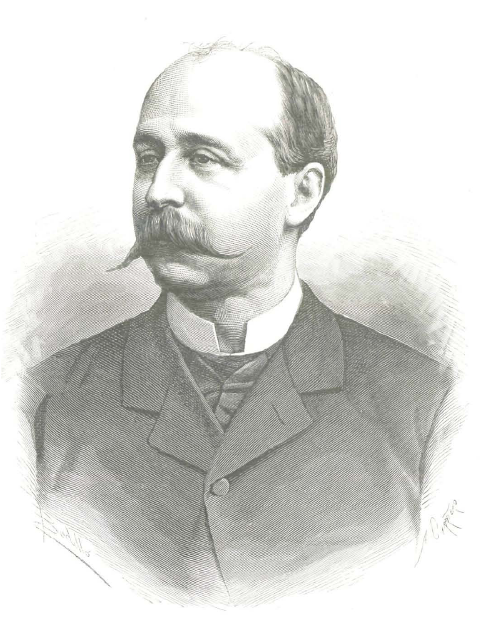
Segismundo Moret in 1881.

Segismundo Moret y Prendergast (Cádiz, 2 juni 1833 - Madrid, 28 januari 1913) was een Spaans politicus en eerste minister.

## Levensloop

### Studies, beroepsloopbaan en afgevaardigde
Na zijn schoolopleiding studeerde hij rechtswetenschappen aan de Complutense Universiteit van Madrid. Na de afloop van zijn studies werd hij er in 1858 professor in de politieke economie en in de financiële economie. In 1867 was hij de opsteller van het vakboek "Estudios Financeros".
Zijn politieke loopbaan begon toen hij in 1863 verkozen werd tot afgevaardigde in het Congres van Afgevaardigden. Dit bleef echter voor korte tijd. Na de revolutie van 1868 waarbij koningin Isabella II werd afgezet, werd hij opnieuw verkozen tot afgevaardigde en bleef dit tot aan zijn dood. Ook behoorde hij tot de auteurs van de grondwet van 1869.

### Ministerschap
Op 31 maart 1870 werd hij minister van Koloniën in de regering van Juan Prim en bleef dit tot en met 4 januari 1871. In deze functie liet hij op 4 juli 1870 de wet goedkeuren die slavernij in Spanje geleidelijk zou afschaffen. Ook schreef hij de grondwet voor de kolonie Puerto Rico waarin hij de wet van de afschaffing van de slavernij in verwerkte. Van 2 december 1870 tot en met 4 januari 1871 was hij tevens ad interim minister van Financiën.
Vervolgens was hij van 1872 tot 1873 ambassadeur in Londen. Toen hij na de restauratie van de monarchie naar Spanje terugkeerde, was hij in 1875 de oprichter van de Partido Democrático-monárquico, die in 1882 opging in de Liberale Partij.
Op 13 oktober 1883 werd hij in de regering van José de Posada Herrera minister van Binnenlandse Zaken en bleef dit tot en met 18 januari 1884. Van 27 december 1885 tot en met 12 juni 1888 was hij vervolgens minister van Buitenlandse Zaken in de regering van Práxedes Mateo Sagasta. Vervolgens werd hij na een regeringsherschikking van 12 juni tot en met 30 november 1888 opnieuw minister van Binnenlandse Zaken. Bij de regeringsherschikking van 30 november 1888 kreeg hij geen ministerpost meer.
Van 11 december 1892 tot en met 12 maart 1894 was hij in de vijfde regering Sagasta minister van Ontwikkeling. Van 5 april 1893 tot en met 5 november 1894 was hij in diens regering opnieuw minister van Buitenlandse Zaken.
Op 4 januari 1897 werd hij in de zesde regering Sagasta opnieuw minister van Koloniën. Als minister legde hij in het parlement een decreet voor om de koloniën Cuba en Puerto Rico meer autonomie te geven om zo onafhankelijkheidsoorlogen te vermijden. In Cuba was dit al het geval en dit zou leiden tot de Spaans-Amerikaanse Oorlog van 1898, waarbij Spanje een nederlaag leed. Vervolgens werd Moret als minister ontslagen.
In de laatste regering onder leiding van Práxedes Mateo Sagasta werd hij op 6 maart 1901 minister van Binnenlandse Zaken. Na een regeringsherschikking verloor hij echter zijn ministerpost, maar op 19 maart 1902 werd hij terug minister van Binnenlandse Zaken en dit tot en met 6 december 1902. In deze functie voerde hij de oprichting van een Instituut voor Sociale Hervormingen door, dat later zou behoren bij het ministerie van Arbeid.
Na de dood van Sagasta op 5 januari 1903 was hij kandidaat om hem op te volgen als voorzitter van de Liberale Partij, maar werd verslagen door de José Canalejas.

### Premier onder koningAlfons XIII
Nadat premier Eugenio Montero Ríos wegens de affaire met een satirisch weekblad moest aftreden, volgde Moret hem op 1 december 1905 op als eerste minister. Hij bleef dit tot en met 6 juli 1906 en voerde een wet door in verband met de rechtspraak dat de macht van het leger in de staat zou uitbreiden. De Cortes verwierp de wet echter, waarna Moret moest aftreden en opgevolgd werd door José López Domínguez. Na diens aftreden was hij van 30 november tot en met 4 december 1906 nogmaals premier, maar dan wel van een overgangsregering.
Toen premier Antonio Maura na een bloedige neerslaging van een opstand (de zogenaamde "Tragische Weken") moest aftreden, werd Moret op 21 oktober 1909 voor een derde maal eerste minister. Op 9 februari 1910 moest hij alweer aftreden, nadat het parlement zijn voorstel verwierp om het parlement te ontbinden, zodat Moret zijn macht kon blijven vasthouden. Hij werd opgevolgd door zijn rivaal binnen de Liberale Partij, José Canalejas.
Na de dood van Canalejas op 12 november 1912 volgde Moret hem op als partijvoorzitter. De parlementsmeerderheid onder de liberale Álvaro Figueroa Torres liet hem kort nadien eveneens verkiezen tot voorzitter van het Congres van Afgevaardigden. Dit oefende hij uit tot aan zijn dood eind januari 1913.

### Ereambten
Zoals veel politici uit zijn tijd had Moret naast zijn politieke loopbaan meerdere ereambten.
Op grond van zijn erkenning als handels- en financieel rechter was hij lid van de Código de Comercio en ondervoorzitter van de Junta Consultativa de la Moneda. Ook was hij raadgever van de Opperste Raad voor Landeconomie, Industrie en Handel, alsook erevoorzitter van de Handelskamer van Madrid.
Van 1884 tot 1886, van 1894 tot 1898 en van 1899 tot aan zijn dood was hij de voorzitter van het Ateneo de Madrid. Van 25 november 1885 tot aan zijn dood was hij tevens lid van de Real Academia de Ciencias Morales y Políticas en van 1894 tot aan zijn dood ook van de Real Academia Española. Bovendien werd hij onderscheiden met het grootkruis van de Orde van Karel III.
- Biblioteca Nacional de España: XX1259967
- Bibliothèque nationale de France: cb10445904r (data)
- Catàleg d'autoritats de noms i títols de Catalunya: 981058515337606706
- CiNii: DA10118197
- Gemeinsame Normdatei: 129462365
- International Standard Name Identifier: 0000 0000 8095 6213
- Library of Congress Control Number: nb2003099839
- Nationale Bibliotheek van Israël: 987007381551705171
- Nederlandse Thesaurus van Auteursnamen: 269122664
- Système universitaire de documentation: 200134507
- Virtual International Authority File: 902145858165723022474